# Beelzebub (Manga)
Beelzebub (jap. べるぜバブ, Beruzebabu) ist eine Manga-Serie des japanischen Zeichners Ryūhei Tamura, die von Februar 2009 bis Februar 2014 in Japan erschien. Im Jahr 2011 wurde der Manga, der in die Genre Action und Comedy einzuordnen ist, als Anime-Fernsehserie adaptiert.

## Inhalt
Tatsumi Oga (男鹿 辰巳), ein stadtbekannter Schläger, kommt auf die Ishiyama-Oberschule, auf der es nur Raufbolde und Schläger wie ihn gibt. Doch Oga ist so gefürchtet, dass der Dämonenkönig sich dazu entschließt seinen jüngsten Sohn Beelzebub in die Welt der Menschen zu schicken und dort von Oga aufziehen zu lassen. Oga soll sich um den Säugling so lange kümmern, bis dieser mächtig genug ist um eines Tages die Menschheit vernichten zu können. Dieser Plan wurde allerdings ohne Ogas Wissen beschlossen und so trifft er eines Tages unerwartet am städtischen Fluss auf Beelzebub, der mit ihm einen Vertrag eingeht. Dieser hindert Oga daran sich zu weit von Beelzebub zu entfernen, wenn er nicht von Blitzen getroffen werden will. Dadurch ergeben sich zahlreiche Probleme mit dem launischen Säugling, der ihn von nun an überall hin begleitet. Sich in der Vaterrolle überhaupt nicht wohl fühlend versucht Oga ihn zunächst bei jeder Gelegenheit loszuwerden. Dafür sucht er jemanden, der bösartiger ist als er, damit der Sohn des Dämonenkönigs von jemand anderen großgezogen werden könne. Erste Unterstützung erhält er dabei vom dämonischen Dienstmädchen Hilda, deren einziges Interesse ist ihren zukünftigen Herrscher zu beschützen und entsprechend rau und rücksichtslos mit ihm umgeht.

## Veröffentlichung
Der Manga von Ryūhei Tamura erscheint in Japan seit Februar 2009 im Magazin Weekly Shōnen Jump des Verlags Shūeisha. Die Serie endete mit Ausgabe 13/2014 des Magazins, die am 24. Februar 2014 in den Handel kam. Die Einzelkapitel wurden auch in insgesamt 28 Sammelbänden herausgebracht. Gleichzeitig wurde bekanntgegeben, dass Ryūhei Tamura im Mai 2014 einen Ableger der Serie im Schwestermagazin Jump Next!! beginnen wird.
Beelzebub wurde ins Chinesische und Arabische übersetzt und erschien von Januar 2011 bis November 2015 auf Deutsch bei Tokyopop in 27 Bänden.

## Anime-Fernsehserie
Studio Pierrot+ (nicht zu verwechseln mit Studio Pierrot, die aber zum Produktionskomitee der Serie gehören) animierte eine Anime-Fernsehserie auf Grundlage des Mangas, bei der Yoshihiro Takamoto Regie führte. Takeshi Yoshioka entwarf das Charakterdesign und Junichi Higashi war für die künstlerische Leitung verantwortlich. Die Serie wurde vom 9. Januar 2011 bis zum 25. März 2012 in den frühen Morgenstunden auf Yomiuri TV und weiteren Sendern von NTV ausgestrahlt. Im Internet wird Beelzebub von Crunchyroll als Stream mit englischen Untertiteln angeboten.
Die Synchronisation entstand im Tonwerk München @Alpha Postproduktion in München. Dialogregie übernahmen Marie-Jeanne Widera und Daniel Schlauch, für die Dialogbücher waren Marie-Jeanne Widera, Kathrin Stoll und Cindy Kepke verantwortlich.

### Synchronisation
| Rolle             | japanischer Sprecher (Seiyū) | deutsche Sprecher   |
| ----------------- | ---------------------------- | ------------------- |
| Tatsumi Oga       | Katsuyuki Konishi            | Leonard Hohm        |
| Beelzebub         | Miyuki Sawashiro             | Marie-Jeanne Widera |
| Takayuki Furuichi | Takahiro Mizushima           | Leonard Rosemann    |
| Hildegarda        | Shizuka Itō                  | Laura Preiss        |
| Alaindelon        | Wataru Takagi                | Gerd Meyer          |
| Hajime Kanzaki    | Tomokazu Sugita              | Julian Bayer        |
| Tatsuya Himekawa  | Seirō Ogino                  | Benedikt Gutjan     |
| Aoi Kunieda       | Aki Toyosaki                 | Johanna Giraud      |
| Hidetora Toujou   | Tomokazu Seki                | Christopher Kussin  |
| Shintarou Natsume | Daisuke Kishio               | Maximilian Belle    |
| Nene Oumori       | Ayahi Takagaki               | Nicolle Gonsior     |
| Chiaki Tanimura   | Aoi Yūki                     | Katharina von Daake |
| Yuka Hanazawa     | Haruka Tomatsu               | Lara Schmidt        |
| En                | Sayaka Kinoshita             | Adrian Arnold       |

### Musik
Als Vorspanntitel der Serie wurden verwendet: zuerst Dadada (だだだ) von Group Tamashii, ab Folge 11 Hajimaru no wa, Sayonara (始まるのは、サヨナラ) von On/Off, ab Folge 24 Hey!!! von Flow, ab Folge 36 Baby U! von MBLAQ und ab Folge 49 Only you – Kimi to Kizuna (Only you-キミとのキヅナ-) von Lc5.
Im Abspann kamen zum Einsatz: zuerst Answer von no3b, ab Folge 11 Tsuyogari (つよがり) von Shōko Nakagawa, ab Folge 24 Nanairo Namida (なないろ☆ナミダ) von Tomato n’Pine, ab Folge 36 Papepipu! Papipepu! Papepipupo! (パペピプ♪パピペプ♪パペピプポ♪) von Nozomi Sasaki und ab Folge 49 Shōjo Traveller (少女トラベラー, Shōjo Toraberā) von 9nine.